# 徐岳生
徐岳生（1884年—？），字蔚方，江蘇省蘇州府常熟縣趙市圩港姜巷人，宣統二年進士。

## 生平
光緒三十三年（1907年）秋，入學北洋大學堂工科土木工學門甲班生，宣統二年畢業。
宣統二年五月，北洋大學堂預科學生補習期滿，照中學堂給獎，獎給拔貢生。
宣統二年十月，學部會考北洋大學堂畢業學生，徐岳生得71.76分，考列優等。
宣統二年十一月初九日己酉（1910年12月10日），賞給進士出身，改為翰林院庶吉士。